# Batalla de Turtucaia
La batalla de Turtucaia o batalla de Tutrakan (en búlgaro: Битка при Тутракан), también conocida en Bulgaria como la Epopeya de Tutrakan (en búlgaro: Тутраканска епопея) fue un combate de la Primera Guerra Mundial en el que tropas búlgaras con apoyo alemán derrotaron a sus enemigos rumanos atrincherados en la fortaleza del mismo nombre entre el 1 y el 6 de septiembre de 1916; esta victoria supuso el comienzo del vuelco en la situación bélica en los Balcanes a favor de los Imperios Centrales.
En respuesta a la invasión rumana de la Transilvania austrohúngara el 2 de septiembre de 1916, los búlgaros respondieron asediando la fortaleza de Turtucaia, a sesenta kilómetros al sureste de Bucarest, en la Dobruya, apoyados por un pequeño contingente alemán.
La inepta defensa de la fortaleza permitió su captura en apenas cuatro días, causó la pérdida de más de veinticinco mil hombres, el desbaratamiento de los planes bélicos rumanos, la recuperación de la Dobruya por Bulgaria y la mejora de la situación de los austrohúngaros. La derrota y el temor a perder la capital llevó al alto mando, con el apoyo de Francia y Rusia a frenar en adversa situación defensiva el avance en Transilvania a mediados de septiembre. Esto permitió a los alemanes y austrohúngaros retomar la iniciativa en Transilvania y, en poco más de tres meses, ocupar más de la mitad del territorio rumano mediante avances desde Bulgaria y Transilvania.

## Antecedentes

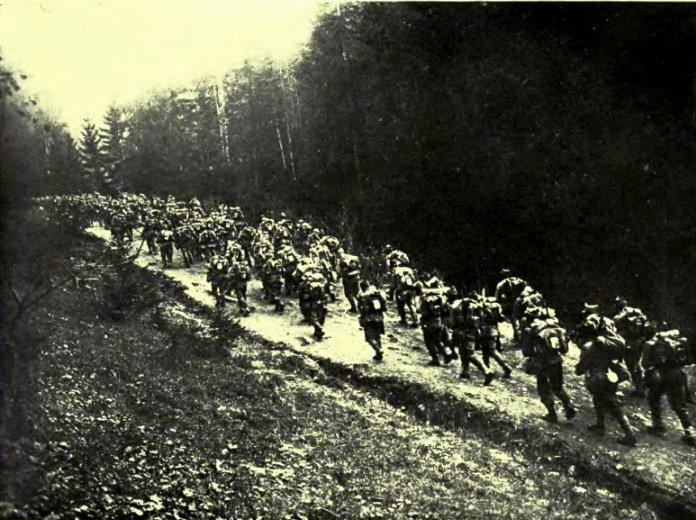
Tropas rumanas en los Cárpatos, camino de ocupar Transilvania.

El 27 de agosto de 1916, el Reino de Rumanía declaró la guerra a Austria-Hungría y envió tres ejércitos a través de los Cárpatos a ocupar Transilvania, considerada la «cuna de la raza rumana». Un tratado secreto con la Entente firmado dos semanas antes le obligaba a ello. Los ejércitos austrohúngaros, muy inferiores en número a los rumanos, se replegaron sin apenas ofrecer resistencia. En pocos días los rumanos ocuparon Orşova, Petroşani, Braşov y llegaron a Sibiu, en su camino al río Mures, primer objetivo de la ofensiva.
El 2 de septiembre, los búlgaros respondieron asediando la fortaleza de Turtucaia, a sesenta kilómetros al sureste de Bucarest, en la Dobruya, apoyados por un pequeño contingente alemán.

### Orígenes y estado de la fortificación
Fuerte romano y posteriormente otomano, Turtucaia formaba parte de la Bulgaria independiente en 1885. Fue traspasada a Rumanía, junto con el resto del sur de la Dobruya, tras la segunda guerra balcánica, como resultado de la derrota búlgara.
Situada en el extremo occidental de la provincia, la ciudad había sido muy fortificada entre 1913 y 1916 con ayuda de ingenieros belgas, aunque las obras no habían acabado cuando comenzó la batalla. La defensa consistía en tres anillos concéntricos de 8 km de radio. El anillo exterior, de un kilómetro de corona, consistía en puestos vigilancia poco fortificados, a unos seis o siete kilómetros de la población. Esta primera línea tenía un perímetro de unos treinta kilómetros. La defensa principal se hallaba en las alturas que dominaban la ciudad, cuatro kilómetros más hacia el centro de la posición. Incluía quince fuertes separados unos dos kilómetros entre sí, construidos sobre todo en tierra y comunicados por trincheras de poca profundidad, protegidas por alambradas anchas, pero de poca altura. La última línea defensiva era muy precaria, formada por trincheras someras y en algunos casos hundidas, defendidas a trechos por alambre de espino pero sin artillería o ametralladoras.
La artillería de la fortaleza —ciento sesenta cañones— se concentraba en la posición más fuerte (la intermedia) pero consistía en gran medida en cañones de poco calibre, de gran variedad, faltos de munición y poco maniobrables. Una veintena eran inutilizables. Un observador comparó la fortaleza con «un museo de artillería». La guarnición contaba además con sesenta y seis ametralladoras.
El diseño de la fortificación, además, se basaba en modelos anticuados que no ofrecían protección ante el ataque con artillería pesada. Se encontraba asimismo en el lado búlgaro del Danubio, sin puente alguno que la comunicase con el resto del país y contaba únicamente con una flotilla de botes y un cable telefónico como medios de comunicación con Rumanía.

### La guarnición

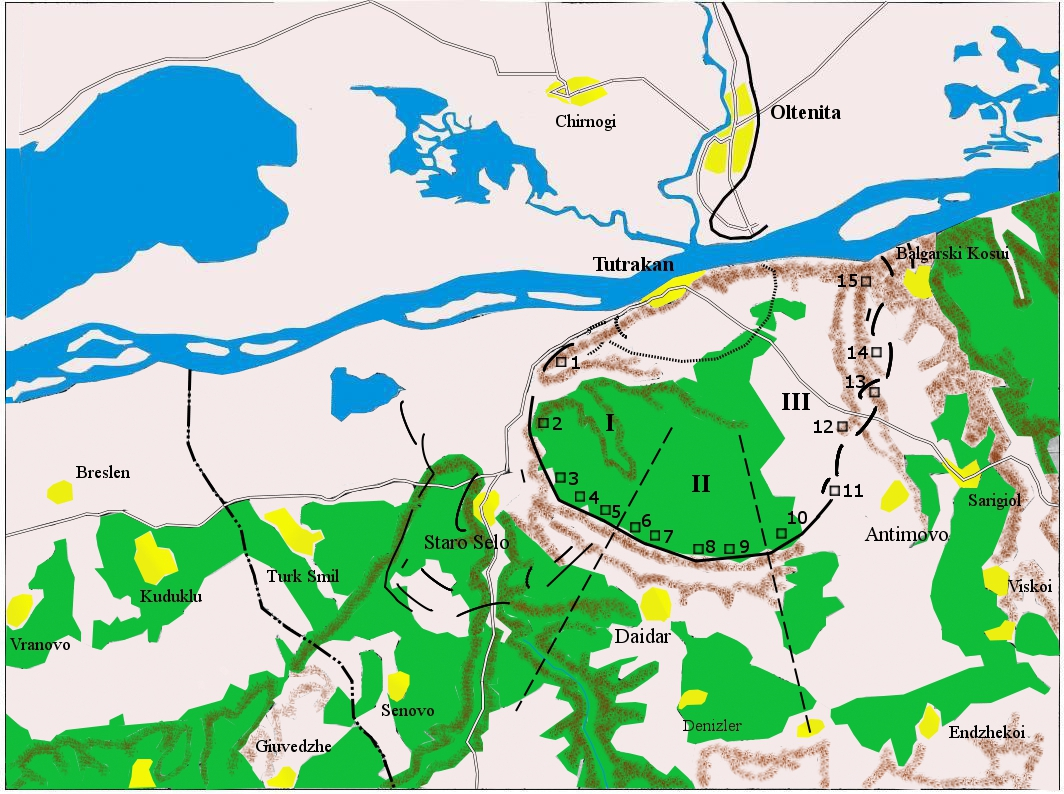
Esquema de la fortaleza, con los quince fuertes de la principal línea de defensa numerados.

Defendía la fortaleza la 17.ª División de Infantería, parte del Tercer Grupo de Ejércitos rumano, encargado de defender la Dobruya (ciento sesenta kilómetros de frontera). Junto a ella, la 19.ª División se encontraba al este, en Silistra, a sesenta kilómetros de Turtucaia, y la 19.ª División y la 5.ª Brigada de Caballería cerca de Bazargic, ochenta kilómetros más allá. Suplementando estas fuerzas, consideradas escasas por el mando rumano, se encontraba un cuerpo de ejército ruso, que no solamente nunca llegó a los cincuenta mil soldados prometidos (contaba con treinta mil) sino que era de escasa calidad.
La calidad de la 17.ª era baja: formada originalmente por dos batallones de la reserva y dos de regulares, se les habían añadido muchos reclutas sin formación. En total, la guarnición la formaban unos veinte mil hombres, tres cuartos de ellos tropas de combate. Entre los oficiales abundaban los provenientes de la reserva, sin ninguna relación con sus hombres y con una tendencia a abandonarlos en momentos de peligro. La moral de la guarnición era baja; a diferencia de las tropas que marchaban a Transilvania, estas defendían un territorio con población no rumana. El mayor defecto de la tropa era su falta de veteranía y su temor a la artillería enemiga. Muchos de los artilleros eran en realidad miembros de la infantería a los que se les había asignado a artillería sin conocimiento previo alguno.
Al mando del grupo de ejércitos se encontraba el general Mihail Aslan que, aunque considerado competente, fue nombrado sólo cuatro días antes del ataque búlgaro y no pudo siquiera visitar la posición. Mandaba la fortaleza el general Constantin Teodorescu, destacado teórico militar pero sin conocimientos de ingeniería y deficiente al mando de la fortaleza. Sus peticiones de refuerzos de oficiales, especialmente de artillería, y de armamento pesado no recibieron respuesta.
La fortificación no contaba además con medios de reconocimiento: no había globos, ni aviones, ni caballería. Las comunicaciones eran asimismo deficientes y el comandante del puesto sólo se enteró de la declaración de guerra búlgara a través de los rumores que circulaban. Las labores de espionaje habían quedado prohibidas para tratar de no provocar a los búlgaros.

### Los atacantes

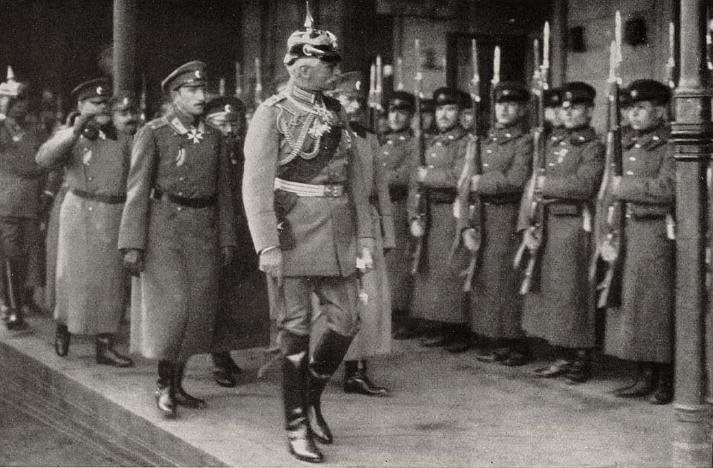
Von Mackensen, seguido del príncipe búlgaro Boris, pasa revista a tropas búlgaras.

El frente norte búlgaro se encontraba a cargo del mariscal de campo alemán August von Mackensen, comandante del Grupo de Ejércitos del Norte de Bulgaria. El mariscal se había ganado una gran reputación como conquistador de Serbia. Su objetivo era la toma de la fortaleza de Turtucaia para poder cruzar sin problemas el Danubio y atacar Bucarest desde el sur, deteniendo así la ofensiva rumana en Transilvania.
El grupo de Mackensen estaba formado por el 3.er Ejército búlgaro, a las órdenes del general Stefan Toshev, complementado con ciertos destacamentos alemanes, a los que se unirían posteriormente dos divisiones otomanas. De él, la 4.ª División de Infantería, una brigada de la 1.ª División y cuatro batallones alemanes a las órdenes de Kurt von Hammerstein-Equord participaron en el ataque a Turtucaia, al mando del general Pantalei Kiselov (héroe de la guerra serbo-búlgara de 1885). Las fuerzas búlgaras carecían de experiencia de combate, pero habían mejorado recientemente su armamento. Kiselov tenía además algunas desventajas en el asalto: su superioridad era insuficiente (1,4 hombres por cada uno de los defensores) y tuvo que concentrar sus fuerzas; su personal era escaso, lo que complicó las comunicaciones con las unidades y además los rumanos controlaban el río, además de poder amenazar su flanco desde el este. Por otro lado, contaba con mejor información que sus enemigos (en parte por la colaboración de la población local, fundamentalmente búlgara) y la moral de sus tropas, empeñadas en lo que consideraban una guerra de liberación, era alta.

## Comienzo del ataque

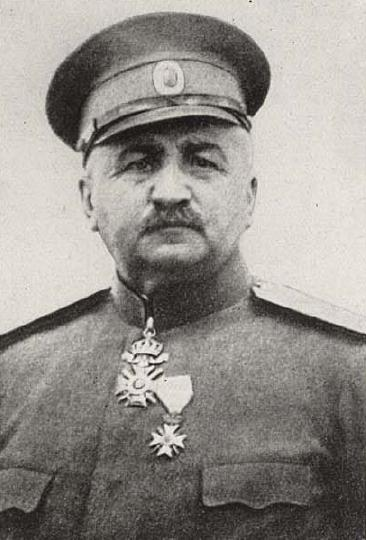
El general Kiselov, al mando del asalto a la fortaleza.

El ataque comenzó la mañana del 2 de septiembre al cruzarse la frontera y abalanzarse los búlgaros sobre las defensas meridionales, que tomaron sin apenas resistencia. En el este, los rumanos se retiraron también, ofreciendo sólo resistencia en el oeste, gracias, sobre todo, a la artillería de la flotilla del Danubio, que retrasó a los atacantes. Al anochecer del primer día del ataque, los asaltantes habían conquistado el primer perímetro defensivo y los rumanos se concentraban en defender el segundo anillo, principal línea de defensa. Esa noche la artillería e infantería de los defensores no dejó de disparar, desperdiciando gran cantidad de munición, a pesar de que los sitiadores habían detenido sus operaciones.

Primeros ataques de August von Mackensen a Rumanía desde Bulgaria, a principios de septiembre de 1916. Se puede observar la situación de Turtucaia/Tutrakan en el extremo occidental de la Dobruya meridional.

Mientras, el alto mando rumano menospreciaba el ataque y ordenaba a Teodorescu «resistir hasta el final», a pesar de los mensajes de alarma de este. Aunque se organizó el envío de refuerzos, éste fue lento y descoordinado.
Los días 3 y 4 de septiembre, los atacantes apenas hostigaron a los defensores, dedicándose a preparar su artillería e infantería para asaltar el segundo anillo defensivo rumano. Sin embargo, los rumanos se retiraban ante cualquier pequeño ataque. Problemas con la artillería impidieron a Kiselov continuar el ataque el día 4 como tenía previsto, tiempo que los rumanos no utilizaron para contraatacar ni retirarse, esto último prohibido por el alto mando, a pesar de la petición de Teodorescu, apoyado por su superior Aslan.

## Avances búlgaros y contraataques rumanos
Ante la imposibilidad de retirarse, Aslan ordenó al resto de su Ejército contraatacar desde el este para levantar el asedio. El intento acabó en fracaso. La 19.ª División se encontraba en retirada por los ataques de los búlgaros y el XLVII Cuerpo ruso decidió desobedecer la orden y dedicarse a recuperar Bazargic, capturado por los búlgaros. A pesar de la desobediencia rusa, que incluyó el desobedecer una orden del embajador ruso en Bucarest, estas unidades se hallaban tan lejos de la fortaleza que no hubiesen llega a tiempo de socorrerla antes de su rendición. El intento de la 9.ª División de Silistra también fracasó; las tropas que avanzaban hacia Turtucaia huyeron al primer contacto con el enemigo. Un segundo intento, realizado el día 5 por la tarde, terminó en una desbandada ante un ataque búlgaro.
El mismo día 5, comenzó el asalto a la línea principal de defensas. A pesar de ciertos focos de enconada resistencia aislada, la defensa fue pobre. En el oeste las fuerzas alemanas conquistaron tres fuertes antes de verse detenidas de nuevo por los cañones de los buques fluviales rumanos. En el sur, los búlgaros asaltaron con fiereza las líneas rumanas y se introdujeron entre los fuertes. También en el oeste, la 1.ª División búlgara logró apoderarse de tres fuertes. A las 18:30, el cerco se completaba al alcanzar los atacantes la orilla oriental del Danubio. Al anochecer, trece de los quince fuertes del perímetro defensivo habían caído en manos de los búlgaros. Por su parte, los rumanos habían perdido prácticamente toda su artillería.
Aunque esa noche se hicieron preparativos para reparar la última línea defensiva de la fortaleza y, al fin, los refuerzos desde Bucarest empezaron a alcanzar el Danubio en gran número, la situación de los defensores apenas mejoró: la moral de los refuerzos era baja, apenas había llegado artillería, el cruce del río era dificultoso y desordenado y reinaba la descoordinación.

## Fin de la batalla
Kiselov ordenó comenzar el asalto final la mañana del 6 de septiembre. A las 4:30 de la mañana, la artillería machacó las posiciones rumanas. A las 6:00, comenzó el avance de la infantería búlgara, que encontró escasa resistencia. A las 9:30, Teodorescu ordenó un contraataque ante el avistamiento de una columna por el este, que supuso llegaba a rescatarlo. El contraataque fracasó y la columna resultó ser búlgara. Con este fallido contraataque cesó la resistencia ordenada rumana y los atacantes pronto sobrepasaron la última línea defensiva y alcanzaron las afueras de la ciudad.
A las 11:30, Teodorescu ordenó la retirada de las tropas en dirección a Silistra, pero los búlgaros las detuvieron y frustraron el movimiento. A las 13:40, Teodorescu abandonó la fortaleza y cruzó el río, siguiendo órdenes del alto mando. Se desató el caos y los soldados rumanos trataron huir cruzando el río, cosa que apenas tres mil quinientos lograron.
A las 16:30, el oficial de mayor graduación, coronel Nicolae Marasescu, rendía incondicionalmente la posición. Los búlgaros la aceptaron una hora más tarde. Capturaron más de cuatrocientos ochenta oficiales de un total de quinientos cincuenta y veinticinco mil soldados rumanos en la batalla. Los búlgaros sufrieron 2546 muertes y tuvieron 7800 heridos, mientras que los rumanos tuvieron unas 7000 bajas entre muertos y heridos. Unos dos mil doscientos soldados rumanos lograron escapar, bien allende el Danubio o a Silistra.

## Consecuencias
El pánico se extendió por Bucarest cuando el 7 de septiembre se conoció la derrota. Se prohibieron las reuniones públicas y se cerraron restaurantes, cafeterías y otros lugares de reunión, para impedir la extensión del derrotismo entre la población.
El alto mando, con el apoyo de Francia y Rusia, frenó el avance en Transilvania el 7 de septiembre y lo detuvo completamente el 15, con el objetivo de trasladar parte de las tropas al sur para defender Bucarest. Las tropas en Transilvania quedaron en mala posición defensiva. El 1 de octubre, se intentó un contraataque a través del Danubio aguas arriba de Turtucaia, en Flamanda, que fracasó.
Durante el mes de septiembre, más de veinte trenes diarios llevaron refuerzos al frente transilvano, lo que permitió al nuevo comandante alemán, Erich von Falkenhayn, recientemente relevado del mando supremo del Ejército por la entrada de Rumanía en la guerra, barrer a los ejércitos rumanos de Transilvania en dos semanas (del 16 de septiembre al 10 de octubre). En noviembre, en conjunción con el ejército de Mackensen, Falkenhayn ocupó Valaquia. El 6 de diciembre, las tropas de los Imperios Centrales entraban en Bucarest y el Gobierno huía a Moldavia. En menos de cien días desde su entrada en la guerra, Rumanía había perdido más de la mitad de su territorio, ocupado por sus enemigos.